# ذخیره‌گاه طبیعی کوستوموکشا
ذخیره‌گاه طبیعی کوستوموکشا (انگلیسی: Kostomuksha Nature Reserve) یک ذخیره‌گاه و منطقه حفاظت شده در جمهوری کارلیای کشور روسیه است.